# Xysticus lanio
Xysticus lanio es una especie de araña cangrejo del género Xysticus, familia Thomisidae. Fue descrita científicamente por C. L. Koch en 1835.

## Distribución geográfica
Habita en Europa, Turquía, Cáucaso, Rusia (Europa hasta Siberia central y meridional), Irán y Turkmenistán.